# Lee Strasberg Theatre and Film Institute
Pour les articles homonymes, voir Strasberg.
Le Lee Strasberg Theatre and Film Institute, créé sous le nom de Lee Strasberg Theatre Institute, est un centre de formation de comédiens situé à New York (115 East 15th Street) et à Hollywood (7936 Santa Monica Boulevard).
L'institut a été fondé en 1969 sous le nom de The Lee Strasberg Theatre Institute par Lee Strasberg, directeur artistique et enseignant de l'Actors Studio. Réputé pour la rigueur de son enseignement, l'institut est une des plus prestigieuses écoles de comédie. Elle est actuellement dirigée par Anna Strasberg.
L'institut a une relation avec Tisch School of the Arts de l'université de New York où les étudiants peuvent étudier avec
un programme de crédit 8[Quoi ?].

## Élèves célèbres
- Will Arnett
- Alec Baldwin
- Louise Brealey
- Rachel Brosnahan
- Marie Bunel
- Ellen Burstyn
- Luciano Cruz-Coke
- Kim Dickens
- Matt Dillon
- Caggie Dunlop
- Jorja Fox
- Daniela Gäts
- Michael Imperioli
- Scarlett Johansson
- Angelina Jolie
- Ranbir Kapoor
- Carmen Kass
- Rahul Khanna
- Prakash Kovelamudi
- Brandon Bruce Lee
- Sean Li
- Sophia Lillis
- Susan Loughnane
- Jean-Baptiste Maunier
- Rebecca De Mornay
- Robert De Niro
- Al Pacino
- Linda Purl
- Mickey Rourke
- Daniela Ruah
- Ivanna Sakhno
- Davy Sardou
- Uma Thurman
- Shenaz Treasurywala
- Christoph Waltz